# 莊會幽金星介
莊會幽金星介（学名：Bythocypris lianchuanghui）为土菱介科幽金星介屬下的一个种。